# 相馬恕胤
相馬 恕胤（そうま もろたね）は、江戸時代中期から後期の大名。相馬氏第24代当主。陸奥相馬中村藩第8代藩主。第6代藩主・相馬叙胤の三男で家督相続前に死去した相馬徳胤の次男。正室は青山幸秀の娘。官位は従五位下、因幡守。

## 経歴
宝暦元年（1751年）1月23日、父・徳胤の嫡子となった。同年2月15日、将軍徳川家重に御目見する。宝暦2年8月4日、祖父・尊胤の嫡子となる。徳胤の死去のためである。同年12月16日、従五位下讃岐守に叙任する。明和2年（1765年）5月21日、尊胤の隠居により、家督を相続した。安永4年（1775年）9月23日、因幡守に遷任。天明3年（1783年）12月2日、隠居し、長門守に遷任。三男・祥胤に家督を譲った。寛政3年（1791年）8月20日、中村において死去、58歳。

## 系譜
父母
- 相馬徳胤（実父）
- 相馬尊胤（養父）

正室
- 青山幸秀の娘

側室
- 岩本氏
- 神戸氏
- 坂井氏

子女
- 相馬信胤（長男）
- 相馬斉胤（次男）
- 相馬祥胤（三男）生母は神戸氏（側室）
- 相馬因胤（五男）
- 相馬肥胤（六男）
- 佐竹義祇正室
- 織田信浮継室